# ترانه مامان
«ترانهٔ مامان» (انگلیسی: Momma Song) ترانه‌ای از خوانندهٔ آمریکایی، بنسون بون است که در ۲۲ مه ۲۰۲۵ به‌عنوان سومین تک‌آهنگ از دومین آلبوم استودیویی او با نام قلب آمریکایی منتشر شد. متن این ترانه توسط بون، جک لافرنتس و جیسون اویگن نوشته شده و اویگن همچنین تهیه‌کنندهٔ ترانه بوده است.

## موزیک ویدئو
موزیک ویدئوی این ترانه هم‌زمان با انتشار تک‌آهنگ منتشر شد. در این ویدئو، بنسون بون در حالی‌که گروه موسیقی‌اش او را همراهی می‌کنند، به اجرای ترانه می‌پردازد و تصاویری از دوران کودکی او نیز به نمایش درمی‌آید. موزیک ویدئو با صحنه‌ای از بون در کنار مادرش و در حال نواختن پیانو آغاز می‌شود و به همان شکل نیز پایان می‌یابد.

## جدول‌های موسیقی
| جدول (۲۰۲۵)                                        | بالاترین جایگاه |
| -------------------------------------------------- | --------------- |
| کانادا (۱۰۰ تک‌آهنگ داغ کانادا)                     | ۷۸              |
| ۲۰۰ آهنگ جهانی (بیلبورد)                           | ۱۷۴             |
| تک‌آهنگ‌های داغ نیوزیلندی (آرام‌ان‌زی)                 | ۴               |
| ۵۵                                                 |                 |
| فروش تک‌آهنگ‌های بریتانیا (شرکت جدول‌های رسمی)        | ۵۰              |
| ایالات متحده فوران‌کننده زیر ۱۰۰ آهنگ داغ (بیلبورد) | ۲               |